# عودة الرويعي
عوده عودة بشيت هجيج عودة الرويعي (1968 -)؛ نائب سابق في مجلس الأمة الكويتي.

## سيرته
حاصل على دكتوراه الفلسفة في علم النفس الإرشادي ويعمل عضو هيئة تدريس ورئيس وحدة الإرشاد النفسي في جامعة الكويت ومستشارا في وزارة العدل والأمانة العامة للأوقاف وعضو الجمعية الأمريكية لعلم النفس، كما حاز عضوية جمعية حقوق الإنسان الكويتية وجمعية علم النفس الأمريكية، وعضو جمعية أعضاء هيئة التدريس في جامعة الكويت، كما شارك في انتخابات مجلس الأمة الكويتي عام 2013 وحصل على المركز السابع في الدائرة الثانية بـ1667 صوت وفاز بالانتخابات، وشارك في انتخابات مجلس الأمة الكويتي عام 2016 وحصل على المركز التاسع في الدائرة الثانية بـ1772 صوت وفاز بالانتخابات.

## انتخابات مجلس الأمة
| الانتخابات    | الدائرة الانتخابية | المركز                 | عدد الأصوات | النتيجة |
| ------------- | ------------------ | ---------------------- | ----------- | ------- |
| انتخابات 2006 | الدائرة الثامن عشر | المركز الخامس          | 2,017 صوت   | خسر     |
| انتخابات 2008 | الدائرة الثانية    | المركز الحادي والعشرون | 1,897 صوت   | خسر     |
| انتخابات 2009 | الدائرة الثانية    | المركز الخامس والعشرون | 1,282 صوت   | خسر     |
| انتخابات 2013 | الدائرة الثانية    | المركز السابع          | 1,667 صوت   | فاز     |
| انتخابات 2016 | الدائرة الثانية    | المركز التاسع          | 1,772 صوت   | فاز     |
| انتخابات 2020 | الدائرة الثانية    | المركز العشرون         | 887 صوت     | خسر     |

## أبرز مواقفه في مجلس الأمة

### مجلس الأمة 2013
| الكتل                                 | قبلي - مستقل |
| اللجان                                | المستقلون    |
| استجواب الوزير محمد العبد الله (2013) | ممتنع        |
| تعديل قانون المحكمة الدستورية (2014)  | موافق        |
| شطب استجواب جابر المبارك (2014)       | غير موجود    |
| قانون البصمة الوراثية (2015)          | موافق        |
| منع المسيئين (2016)                   | موافق        |

### مجلس الأمة 2016
| استجواب الوزيرة هند الصبيح (يناير 2018)                  | ضد الاستجواب |
| استجواب الوزير بخيت الرشيدي (2018)                       | ضد الاستجواب |
| استجواب الوزيرة هند الصبيح (مايو 2018)                   | ضد الاستجواب |
| استجواب الوزير خالد الروضان (2019)                       | غير موجود    |
| استجواب الوزير محمد الجبري (2019)                        | ضد الاستجواب |
| استجواب الوزير نايف الحجرف (2019)                        | ضد الاستجواب |
| استجواب الوزير براك الشيتان (2020)                       | ممتنع        |
| استجواب الوزير أنس الصالح (أغسطس 2020)                   | ضد الاستجواب |
| استجواب الوزير سعود هلال الحربي (أغسطس 2020)             | مع الاستجواب |
| استجواب الوزير سعود هلال الحربي (سبتمبر 2020)            | مع الاستجواب |
| استجواب الوزير أنس الصالح (سبتمبر 2020)                  | ضد الاستجواب |
| تصويت فتح باب ما يستجد من أعمال (تعديل النظام الانتخابي) | غير موافق    |